# Руанда на летних Олимпийских играх 2008
Руанда принимала участие в летних Олимпийских играх 2008 года, которые проходили в Пекине (Китай) с 8 по 24 августа, где её представляли 4 спортсмена в двух видах спорта: лёгкой атлетике и плавании. На церемонии открытия Олимпийских игр флаг Руанды несла пловчиха Памела Гиримбабази.
На летних Олимпийских играх 2008 Руанда вновь не сумела завоевать свою первую олимпийскую медаль. Все спортсмены Руанды уже выступали на предыдущей Олимпиаде, а для знаменосца Памела Гиримбабази эти Олимпийские игры стали третьими в карьере.

## Состав и результаты

### Лёгкая атлетика
Мужчины
Беговые виды
| Соревнование  | Спортсмены  | Результат | Место |
| ------------- | ----------- | --------- | ----- |
| 10 000 метров | Дидьен Дизи | 27:56,74  | 19    |

Женщины
Шоссейные виды
| Соревнование | Спортсмены          | Результат | Место |
| ------------ | ------------------- | --------- | ----- |
| Марафон      | Эпифани Нийрабираме | 2:49:32   | 66    |

### Плавание
Мужчины
| Соревнование             | Спортсмены         | Отборочный раунд | Отборочный раунд | Отборочный раунд | Полуфинал            | Полуфинал            | Полуфинал            | Финал                | Финал                | Итоговое место |
| Соревнование             | Спортсмены         | Заплыв           | Результат        | Место            | Заплыв               | Результат            | Место                | Результат            | Место                | Итоговое место |
| ------------------------ | ------------------ | ---------------- | ---------------- | ---------------- | -------------------- | -------------------- | -------------------- | -------------------- | -------------------- | -------------- |
| 50 метров вольным стилем | Джексон Нийомугабо | 3                | 27,74            | 2                | Завершил выступление | Завершил выступление | Завершил выступление | Завершил выступление | Завершил выступление | 83             |

Женщины
| Соревнование             | Спортсмены         | Отборочный раунд | Отборочный раунд | Отборочный раунд | Полуфинал             | Полуфинал             | Полуфинал             | Финал                 | Финал                 | Итоговое место |
| Соревнование             | Спортсмены         | Заплыв           | Результат        | Место            | Заплыв                | Результат             | Место                 | Результат             | Место                 | Итоговое место |
| ------------------------ | ------------------ | ---------------- | ---------------- | ---------------- | --------------------- | --------------------- | --------------------- | --------------------- | --------------------- | -------------- |
| 50 метров вольным стилем | Памела Гиримбабази | 1                | 39,78            | 3                | Завершила выступление | Завершила выступление | Завершила выступление | Завершила выступление | Завершила выступление | 88             |